# Operación Postmaster
La Operación Postmaster (oficialmente Postmaster Operation) fue una acción bélica naval ocurrida en la Guinea Española (actual Guinea Ecuatorial) en enero de 1942, englobada en la II Guerra Mundial, pese a la postura de neutralidad por parte de España.
La misión fue llevada a cabo por dos organizaciones inglesas, la Fuerza de Incursión a Pequeña Escala (SSRF) y la Dirección de Operaciones Especiales (SOE), en enero de 1942. Su objetivo era abordar los barcos italianos y alemanes en el puerto y navegarlos hasta la ciudad de Lagos. La SSRF, bajo el mando del mayor Gus March-Phillipps, zarpó de Gran Bretaña en agosto de 1941 y zarpó en el arrastrero Maid Honor, un arrastrero de Brixham, rumbo a la colonia española.
Las autoridades británicas de la zona se negaron a apoyar la incursión, que consideraron una violación de la neutralidad española. El Ministerio de Asuntos Exteriores británico finalmente autorizó la operación. El 14 de enero de 1942, mientras los oficiales de los barcos asistían a una fiesta organizada por un agente del SOE, los comandos entraron en el puerto a bordo de dos remolcadores, sometieron a las tripulaciones y se hicieron a la mar con los barcos, incluido el mercante italiano Duchessa d'Aosta. La incursión fortaleció la reputación del SOE en un momento crítico y demostró su capacidad para planificar y llevar a cabo operaciones secretas sin importar las consecuencias políticas.

## Antecedentes

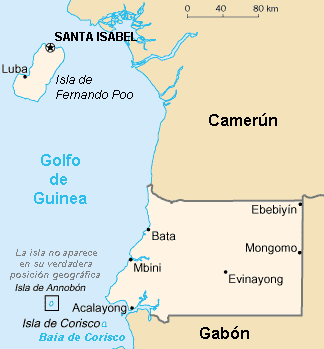
Ubicación de la Guinea Española.

Aunque al inicio de la Segunda Guerra Mundial el gobierno español oficialmente se declaró como neutral hasta el 12 de junio de 1940 y como no beligerante desde esa fecha, ayudó a las Fuerzas del Eje a proteger y resguardar sobre todo navíos en enclaves españoles, principalmente en la Guinea Española. Desde el año que comenzó la guerra (1939) hasta el año que aconteció este ataque (1942), cerca de un centenar de barcos alemanes e italianos se refugiaron en puertos españoles, siendo uno de los principales el de Santa Isabel (actual Malabo) en la isla de Fernando Poo (nombre actual Bioko).
En 1941, el Almirantazgo británico comenzó a recibir informes de que submarinos alemanes utilizaban los ríos de las zonas francesas del régimen de Vichy en África como base para reabastecerse. La unidad seleccionada para investigar los informes fue la Fuerza de Incursión a Pequeña Escala (SSRF), también conocida como el Comando N.º 62. La SSRF se formó en 1941 y consistía en un pequeño grupo de 55 personas con entrenamiento de comando que trabajaban con la Dirección de Operaciones Especiales (SOE). Si bien estaba bajo el control operativo del Cuartel General de Operaciones Combinadas, el Comando N.º 62 estaba bajo el mando del mayor Gus March-Phillipps.  Los ingleses se apoyaron también en tres españoles republicanos exiliados, sobre todo en Agustín Zorrilla, que fue clave para que esta operación triunfara.
El Maid Honor, un arrastrero de Brixham de 65 toneladas, zarpó del puerto de Poole el 9 de agosto de 1941 con destino a África Occidental. La tripulación de cinco hombres estaba bajo el mando de March-Phillipps. El resto de la SSRF, bajo el mando del capitán Geoffrey Appleyard, había partido previamente a bordo de un buque de transporte de tropas. El 20 de septiembre de 1941, tras seis semanas navegando, el Maid Honor llegó a Freetown, Sierra Leona. Freetown era el punto de encuentro acordado para ambos grupos, ya que el grupo de Appleyard había llegado a finales de agosto. Tras la llegada del Maid Honor a Freetown, comenzó la búsqueda de las bases submarinas alemanas. Navegando por los numerosos ríos y deltas de la zona, no lograron localizar ningún submarino ni indicio de una base submarina.
El SOE mantuvo presencia en África Occidental, donde podía observar los territorios franceses de Vichy, españoles y portugueses con la intención de identificar y obstaculizar cualquier actividad que amenazara las posesiones coloniales británicas. Mientras los comandos buscaban las bases submarinas alemanas, los agentes del SOE se dieron cuenta de la presencia de tres buques en el puerto de Santa Isabel, en la isla española de Fernando Poo, a 30 kilómetros de la costa de África, cerca de la frontera con Nigeria y Camerún.
Los tres barcos eran el buque mercante italiano Duchessa d'Aosta de 8.500 toneladas, el remolcador alemán Likomba de 199 t. y la barcaza diésel Bibundi de 100 t. El Duchessa d'Aosta, de la naviera Lloyd-Triestina y que había arribado a Santa Isabel el 10 de junio de 1940, tenía una radio en funcionamiento que se consideró una amenaza, con el potencial de proporcionar detalles de los movimientos navales aliados. Su carga declarada era de 3 millones de libras de lana, 316.610 libras de cueros y pieles, 1,3 millones de libras de materiales de curtido, 4 millones de libras de copra, 544.660 libras de fibra de amianto cruda y más de 1,1 millones de lingotes de cobre electrolítico. 
La primera página del manifiesto de carga del barco no fue presentada a las autoridades portuarias y el capitán del barco se negó a proporcionarles ningún detalle, lo que llevó a especular que también transportaba armas o municiones. En sus visitas a la isla, el agente del SOE Leonard Guise mantuvo los barcos bajo observación, y en agosto de 1941 presentó un plan para apoderarse del Likomba y destruir el Duchessa d'Aosta. La aprobación para realizar la operación militar en un puerto neutral fue dada por el Almirantazgo el 20 de noviembre de 1941.
Para transportar a los asaltantes a la isla, el gobernador de Nigeria, Sir Bernard Bourdillon, proporcionó dos remolcadores, Vulcan y Nuneaton. La fuerza de asalto estaría compuesta por 32 hombres: cuatro agentes del SOE, 11 miembros de la SSRF y 17 hombres reclutados entre la población local para tripular los dos remolcadores. La misión sufrió un revés cuando el general al mando británico (GOC) del Mando de África Occidental, el general Sir George Giffard, se negó a apoyar la misión. Se negó a liberar a los 17 hombres necesarios, afirmando que comprometería algunos planes anónimos que tenía en mente, y que el acto sería visto como piratería y podría tener graves repercusiones. En respuesta a las preocupaciones del GOC de África Occidental, el Almirantazgo suspendió la operación. El Ministerio de Asuntos Exteriores británico tampoco estaba a favor de la operación, ni tampoco la Embajada del Reino Unido en Madrid, que estaba preocupada por las posibles reacciones del gobierno español.
La aprobación final, finalmente apoyada por el Ministerio de Asuntos Exteriores, no se dio hasta el 6 de enero de 1942, con el argumento de que, si bien la sospecha de participación británica en el ataque era inevitable, lo que contaba era evitar cualquier prueba tangible. Como salvaguardia, el Almirantazgo también envió el HMS Violet, una corbeta de la clase Flower, para interceptar los buques en el mar, lo que proporcionaría la historia de tapadera de que habían sido interceptados mientras intentaban regresar a Europa.

## El ataque

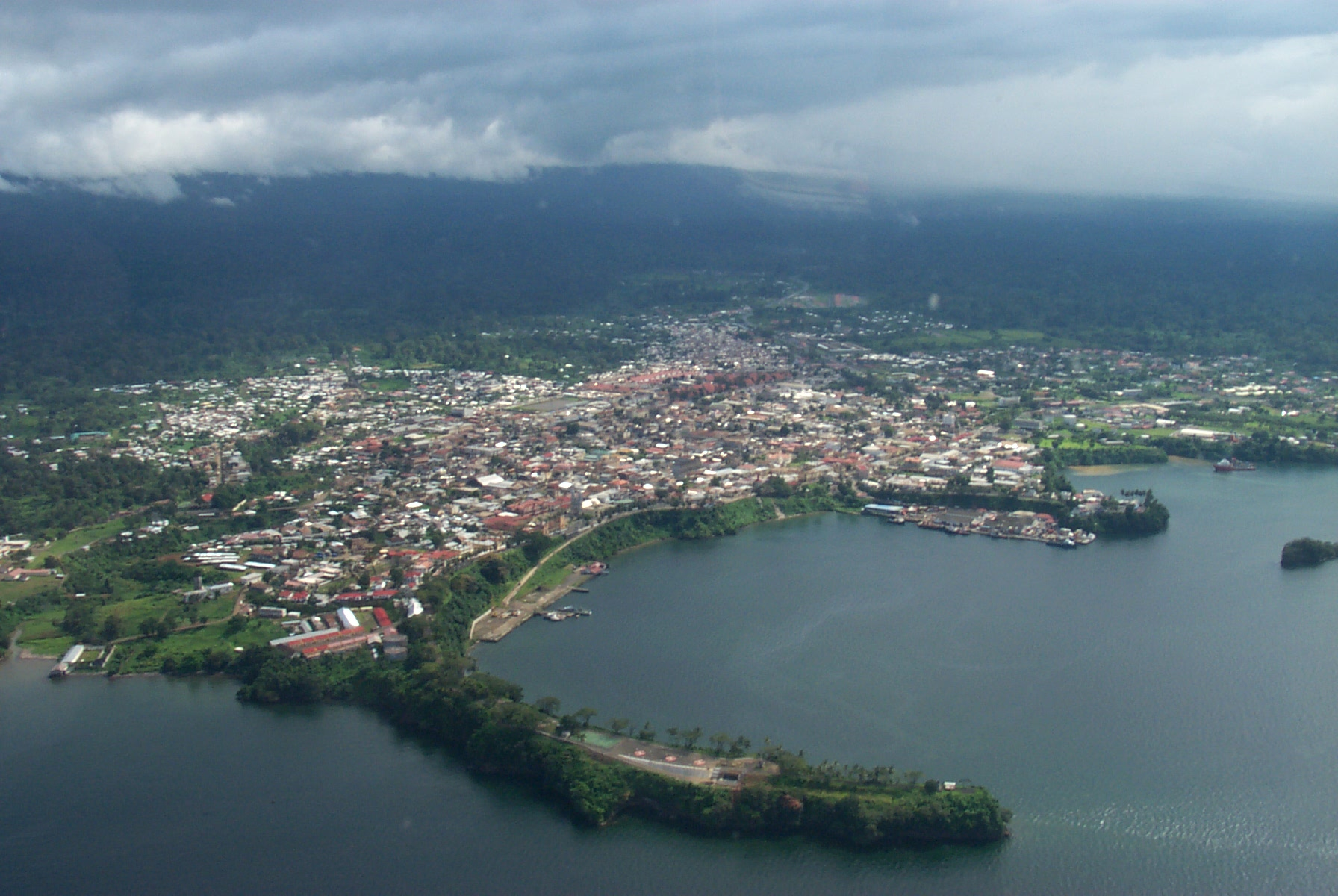
Foto de Malabo (anteriormente llamada Santa Isabel) en el año 2007.

El agente de la SOE, Richard Lippett, había conseguido empleo en la naviera John Holt & Co (Liverpool) , que tenía oficinas en la isla. Tras asumir el cargo, comenzó a preparar el asalto. Se enteró de que la tripulación del Duchessa d'Aosta solía aceptar invitaciones a fiestas en tierra y había celebrado su propia fiesta a bordo el 6 de enero de 1942. Fingiendo ser un invitado, Lippett consiguió información sobre la preparación del barco para zarpar, la dotación de la tripulación y la organización de las guardias.
Los asaltantes zarparon de Lagos en sus dos remolcadores la mañana del 11 de enero de 1942 y, durante el trayecto, practicaron el arriado de folbots (kayaks plegables) y el abordaje de buques en alta mar bajo el mando del capitán Graham Hayes. Se aproximaron al puerto de Santa Isabel a las 23:15 y 23:30 horas del 14 de enero de 1942; ambos remolcadores se encontraban a 180 metros del puerto. En tierra, Lippett había organizado una cena para los oficiales del Duchessa d'Aosta; asistieron doce oficiales italianos y dos alemanes del Likomba.
Los grupos de abordaje se reunieron en las cubiertas de los dos remolcadores al entrar en el puerto. El Vulcan, con March-Phillipps y su segundo al mando, Appleyard, a bordo, se dirigía al Duchessa d'Aosta. Al acercarse, se vieron algunos hombres en la cubierta de popa del buque mercante, pero no parecieron reparar en el remolcador, salvo para iluminarlo con una linterna. Al mismo tiempo, folbots al mando de Hayes, desde el Nuneaton, se dirigían a remo hacia el Likomba y el Bibundi, amarrados juntos. Interrogados por un vigía en el Bibundi, lo persuadieron con su respuesta de que era el capitán del barco que regresaba a bordo. Los hombres de las canoas abordaron el Bibundi, y los dos hombres de guardia saltaron por la borda. Tras colocar cargas explosivas en la cadena del ancla, los comandos guiaron al Nuneaton junto al Likomba para remolcarlo junto con el Bibundi.
Tan pronto como estuvieron listos, se detonaron las cargas, liberando las anclas, y el Nuneaton comenzó a remolcar al Likomba fuera del puerto. Once hombres del Vulcan lograron abordar el Duchessa d'Aosta; mientras un grupo colocaba cargas en las cadenas del ancla, otro registraba bajo cubierta, recogiendo prisioneros. Volando las cadenas del ancla, el Vulcan comenzó a remolcar al Duchessa d'Aosta fuera del puerto. Las explosiones alertaron a la población del pueblo, que comenzó a congregarse en el muelle, pero nadie intentó impedir la salida de los barcos. Varios emplazamientos antiaéreos abrieron fuego contra objetivos imaginarios, creyendo que las explosiones habían sido causadas por un ataque aéreo, pero los cañones de seis pulgadas que protegían el puerto de los ataques marítimos permanecieron en silencio. Desde la entrada al puerto hasta la salida con los barcos remolcados, la operación duró 30 minutos, sin bajas para el grupo atacante.
En alta mar, el 15 de enero de 1942, March-Phillipps estableció una rutina de guardias y colocó guardias a los 29 prisioneros que había tomado. Al anochecer, comenzaron a tener problemas con los motores de los remolcadores y los cabos de remolque de los buques capturados. Al día siguiente, el Vulcan llegó al punto de encuentro y fue capturado en alta mar por el HMS Violet. El Nuneaton, con problemas en el motor, logró contactar con el carbonero nigeriano Ilorin mediante un semáforo, que a su vez contactó con Lagos, y se envió un barco para remolcarlos a puerto.

## Consecuencias

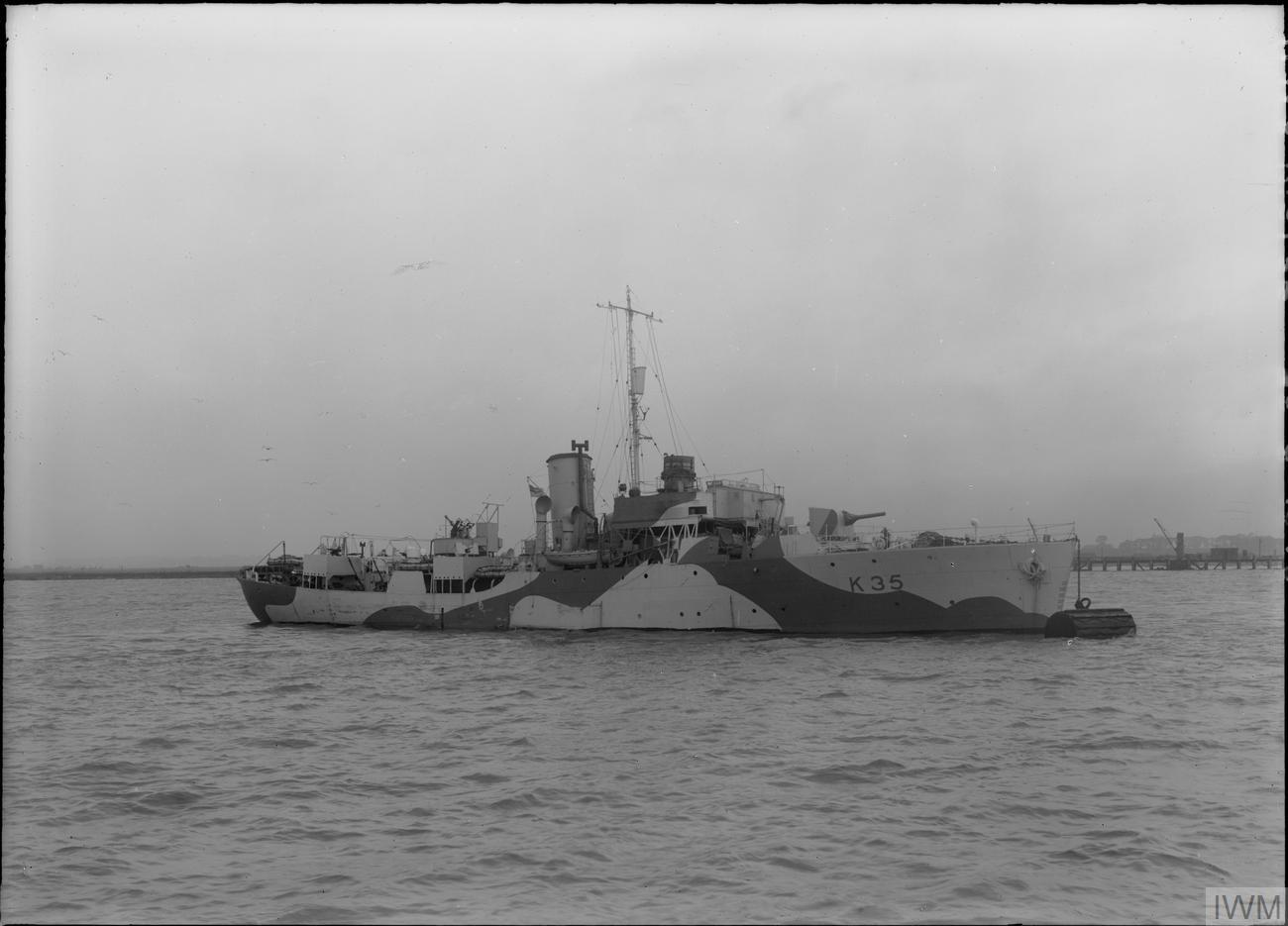
La corbeta HMS Violet de la clase Flower.

Con la luz del día, el gobernador en funciones ordenó que un aeroplano de Havilland Dragon Rapide de la compañía Iberia tratara de localizar los tres barcos. Fue artillado con una ametralladora y bombas de mano, siendo la primera vez que un aparato de Iberia y su tripulación eran militarizados, pero la operación de rastreo por las costas de Camerún y Gabón no obtuvo éxito, pese a los problemas que había sufrido la Nuneaton en alta mar.
El Ejecutivo de Operaciones Especiales había demostrado su capacidad para llevar a cabo operaciones, sin importar las consecuencias políticas. Hugh Dalton, ministro del gobierno a cargo del SOE, informó al primer ministro británico Winston Churchill del resultado de la incursión. También expresó su convicción de que «otros gobiernos neutrales quedarían impresionados de que Gran Bretaña, de ser necesario, ignorara las formalidades legales de la guerra en sus esfuerzos por alcanzar el éxito». El agente a cargo de la estación SOE África presentó un informe al jefe del SOE, Colin Gubbins, en el que reflexionaba sobre el éxito de Postmaster: «Quizás la próxima vez no sean necesarias largas negociaciones antes de emprender una operación de 30 minutos».
El gobierno español estaba furioso por la incursión, que se consideró una violación de la neutralidad del país; el ministro de Asuntos Exteriores, Ramón Serrano Suñer, calificó la operación como una:

Ante este intolerable ataque a nuestra soberanía, ningún español puede dejar de conmocionarse ante este acto de piratería, cometido desafiando todo derecho y dentro de las aguas bajo nuestra jurisdicción. No se sorprendan si les damos la respuesta que el caso exige: las armas.

En Alemania, las emisoras de radio informaron que un destructor británico había entrado en el puerto y lanzado cargas de profundidad para volar los cables del ancla, y la tripulación del barco fue abatida. La edición del 21 de enero de 1942 del Völkischer Beobachter publicó un artículo titulado "Desmentidos británicos: el Almirantazgo miente sobre el acto de piratería". La Inteligencia Naval Británica emitió su propio comunicado:

Ante las acusaciones alemanas de que las fuerzas navales aliadas han llevado a cabo una operación de desmantelamiento contra buques del Eje en el puerto español de Santa Isabel, Fernando Po, el Almirantazgo británico considera necesario declarar que ningún buque británico ni aliado se encontraba en las inmediaciones... Como resultado de la transmisión alemana, el Comandante en Jefe británico envió patrullas de reconocimiento para cubrir la zona. Se ha recibido un informe de que se ha avistado un gran buque no identificado, y buques de guerra británicos se dirigen al lugar para realizar investigaciones.

Alemania e Italia recriminaron al gobierno español no haber sabido defender los buques. Italia llegó incluso a querellarse contra España.
Los detalles de la incursión se mantuvieron en secreto incluso para los jefes de estado mayor británicos, a quienes recién el 18 de enero de 1942 se les informó que el Duchessa d'Aosta había sido interceptado a 370 km de la costa y estaba siendo llevado a Lagos.
En Fernando Poo, Richard Lippett, que había permanecido en la isla, fue llevado para interrogatorio por las autoridades españolas el 17 de enero de 1942. Logró persuadirlos de que no tenía nada que ver con la salida de los barcos, ni había gastado dinero alguno en la fiesta para los oficiales de los barcos. Fue liberado de la custodia el 27 de enero de 1942, pero se le denegó el permiso para salir de la isla. Finalmente partió secretamente en canoa, llegando a territorio británico el 1 de marzo de 1942.
Después de la operación, el Maid Honor fue abandonado en Lagos y finalmente vendido al gobierno de Sierra Leona como un barco pesquero reconvertido. El Duchess d'Aosta navegó hasta Greenock y se incendió el 13 de julio de 1942 en Greenock, hundiéndose. Fue reflotado el 22 de julio de 1942 y reparado. Después fue administrado por Canadian Pacific como Empire Yukon para el Ministerio de Transporte de Guerra, finalmente fue desguazado en noviembre de 1952 en Spezia, Italia. El Likomba fue administrado por Elder Dempster Lines, que la rebautizó como Malakel en 1947 y luego la vendió a Liberia en 1948.
Tras la incursión, March-Phillipps recibió la Orden del Servicio Distinguido, Hayes la Cruz Militar y Appleyard una Barra adicional a su Cruz Militar; Lippett y Guise fueron nombrados Miembros de la Orden del Imperio Británico. Otro comando, y el único marinero profesional en la incursión, el soldado Anders Lassen, fue el primero en abordar el Duchessa d'Aosta. Por su notable eficiencia al poner el barco en marcha, Lassen recibió una comisión en campaña y la concesión inmediata de la Cruz Militar.
March-Phillipps murió durante la Operación Aguatinta (una incursión fallida de comandos británicos en la costa de la Francia ocupada) en septiembre de 1942. En la misma misión, Hayes evadió la captura y cruzó la frontera española, solo para ser entregado a los alemanes, quienes lo mantuvieron en régimen de aislamiento durante nueve meses antes de ser ejecutado por un pelotón de fusilamiento el 13 de julio de 1943. Appleyard se unió posteriormente al Servicio Aéreo Especial, y el mismo día de la ejecución de Hayes, Appleyard fue reportado como desaparecido cuando su avión no regresó de una misión. Lassen también se unió al Servicio Aéreo Especial; recibió dos barras de su Cuerpo de Marines y fue ascendido a mayor. Murió en Italia en 1945 y recibió la Cruz Victoria póstuma por sus acciones allí.
La corbeta inglesa que participó en la operación, HMS Violet de la clase Flower, fue vendida el 17 de mayo de 1947 como buque mercante con el nombre de La Aguerra. Después fue revendida en 1949 a España como buque mercante y renombrado La Guera. Posteriormente, en 1958 fue renombrada otra vez como Claudio Sabadell. Acabó desguazada en octubre de 1970 en Bilbao ,España.

## En la cultura popular
- La película The Ministry of Ungentlemanly Warfare (en español, El Ministerio De La Guerra Sucia), 2024: basa su argumento en dicha Operación.[40]